# Eiche Wiehbergstraße 10
Die Eiche Wiehbergstraße 10 in Hannovers Stadtteil Döhren wird als Naturdenkmal unter der Nummer ND-H 226 geführt. Nach seiner Art gehört der Baum zu den Stieleichen (Quercus robur) und steht auf dem Grundstück Wiehbergstraße 10. Die Eiche kann auch von der Straße Am Lindenhofe aus betrachtet werden. Diese kann von der Wiehbergstraße aus über einen Fußweg am Haus Nr. 10 vorbei erreicht werden.  
Die Stadt Hannover hatte den Baum im Jahr 1983 unter der Nummer ND-HS 18 unter Schutz gestellt. Die nach dem Niedersächsischen Kommunalverfassungsgesetz inzwischen für die Aufgaben der unteren Naturschutzbehörde zuständige Region Hannover ordnete die Naturdenkmale für ihr Gebiet im Jahr 2010 neu, hob die bisherigen Verordnungen der Kommunen auf, erließ für die meisten der bisherigen Naturdenkmale eine neue (Sammel-)Verordnung und begründete die Unterschutzstellung dieses Baumes in der Anlage zu der neuen Verordnung mit dieser Beschreibung:
Es handelt sich um eine Stieleiche (Quercus robur), die frei stehend aufgewachsen ist und eine arttypische Krone ausgebildet hat. An der Südseite befindet sich eine Faulstelle, die behandelt wurde.
und nannte als Schutzzweck
Der Baum ist besonders schön gewachsen und prägt das Bild der näheren Umgebung in besonderem Maße.
Den Standort beschreibt die Verordnung
Auf dem rückwärtigen Teil des Grundstücks Wiehbergstr. 10. Der Baum steht in einer unbefestigten Grünfläche, an die ein Kinderspielplatz grenzt,
nennt als Flurdaten
Hannover-Döhren, Flur 3, Flurstück 55/3
und verwendet die Bezeichnung:
Eiche auf dem Grundstück Wiehbergstraße 10.